# Condado de Houston (Alabama)
O Condado de Houston é um dos 67 condados do estado norte-americano do Alabama. De acordo com o censo de 2022, sua população é de 108.079 habitantes. A sede de condado e sua maior cidade é Dothan. O condado foi fundado em 1903 e recebeu o seu nome em homenagem a George S. Houston (1811–1879), 24º Governador do Alabama.

## História
O condado foi estabelecido em 9 de fevereiro de 1903, originando-se de partes dos condados de Dale, Geneva e Henry. A área se desenvolveu, historicamente, em torno da extração de pinheiros e da indústria de terebintina, bem como plantations de algodão. A última, em especial, dependia principalmente da mão de obra escrava.
Em virtude dessas circunstâncias, os afro-americanos predominavam na população até depois do início do século XX, quando vários migraram à cidades do norte e meio-oeste buscando melhores oportunidades econômicas e com o intuito de escapar da discriminação imposta pelas leis Jim Crow. Devido às emendas e outras leis, até o período dos Direitos Civis, eles se encontravam privados dos direitos ao voto, dentre outros praticamente impossibilitados.

## Geografia
De acordo com o censo, sua área total é de 1.507 km², destes sendo 1.502 km² de terra e 5 km² de água. O condado se situa na região do Wiregrass.

### Condados adjacentes
- Condado de Henry, norte
- Condado de Early (Geórgia), leste
- Condado de Seminole (Geórgia), sudeste

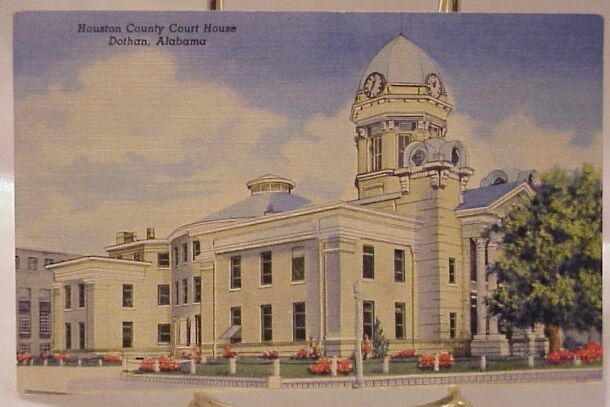
Corte original

- Condado de Jackson (Flórida), sul
- Condado de Geneva, oeste
- Condado de Dale, noroesteCorte original

## Transportes

### Principais rodovias
- U.S Route 84
- U.S Route 231
- U.S Route 431
- State Route 52
- State Route 53
- State Route 92
- State Route 95
- State Route 103
- State Route 123
- State Route 134
- State Route 210
- State Route 605

## Demografia
De acordo com o censo de 2022:
- População total: 108.079
- Densidade: 73 hab/km²
- Residências: 50.207
- Famílias: 41.095
- Composição da população:
  - Brancos: 68,2%
  - Negros: 27,7%
  - Nativos americanos e do Alaska: 0,6%
  - Asiáticos: 1,2%
  - Nativos havaianos e outros ilhotas do Pacífico: 0,1%
  - Duas ou mais raças: 2,3%
  - Hispânicos ou latinos: 3,6%

## Comunidades

### Cidades
- Dothan (sede; parcialmente nos condados de Dale e Henry)

### Vilas
- Ashford
- Avon
- Columbia
- Cottonwood
- Cowarts
- Gordon
- Kinsey
- Madrid
- Rehobeth
- Taylor (parcialmente no condado de Geneva)
- Webb

### Comunidades não-incorporadas
- Ardilla
- Big Creek
- Crosby
- Grangeburg
- Love Hill
- Lucy
- Pansey
- Peterman
- Pleasant Plains
- Wicksburg